# Блетила
Блетила (Bletilla) e род земни орхидеи, съдържащ 11 вида, произлизащи от района на Китай, Япония, Тайван и Виетнам. Цъфтят през пролетта, началото на лятото в лилаво, бяло и жълто.

## Разпространение
Блетилите имат репутация на лесни за отглеждане орхидеи за начинаещи. За разлика от повечето тропически епифитни орхидеи, този род цветя произхожда от зона с умерен до субтропичен климат, т.е. не са необходими извънредни грижи за успешното му отглеждане в нашенски условия.

## Отглеждане
Подходящи за отглеждане в градините на южните райони от страната. С добра защита през зимата са способни да издържат и минусови температури. Предпочитат влагопропускливи (но влажни) почви с високо съдържание на органични вещества. Ризомата на блетилата трябва да се засади на не повече от 5 см дълбочина в почвата. Цветето трябва да се полива пестеливо в началото, а по време на растежа – обилно. През лятото блетилата се развива добре на шарена сянка с почти ежедневно поливане. Цветята от този род се торят с балансиран тор на 10-15 дни. Подходящ субстрат: 2 части торф, 1 част почва за орхидеи (с кори), 2 части едър пясък, перлит и сфагнум. Предвид факта, че са листопадни растения, блетилите могат да презимуват в хладно помещение с нощна температура не по-ниска от 9 °C. По време на зимуването, изискванията им за почвена влага са минимални.